# 恰普利 (舊桑博爾區)
49°31′23″N 23°1′41″E / 49.52306°N 23.02806°E
恰普利（烏克蘭語：Чаплі），是烏克蘭西部的村莊，隸屬利維夫州的桑比爾區。該村始建於1374年，面積2.64平方公里，海拔高度295米，2001年人口894，人口密度每平方公里339.15人。